# Melanagromyza aguilerai
Melanagromyza aguilerai är en tvåvingeart som beskrevs av Spencer 1982. Melanagromyza aguilerai ingår i släktet Melanagromyza och familjen minerarflugor. Inga underarter finns listade i Catalogue of Life.